# Liste der Mitglieder des Provinziallandtags der Provinz Schlesien (7. Sitzungsperiode)
Diese Liste nennt die Mitglieder des Provinziallandtags der Provinz Schlesien 1843.

## Hintergrund
Der Provinziallandtag der Provinz Schlesien trat in seiner 7. Sitzungsperiode vom 5. März 1843 bis zum 5. Mai 1843 zusammen. Der Landtagsabschied datiert vom 30. Dezember 1843.

## Liste der Abgeordneten
| Kurie                        | Wahlbezirk | Abgeordneter                                 | Anmerkung |
| ---------------------------- | --- | -------------------------------------------- | --- |
| Stand der Fürsten und Herren | Standesherrschaft Ober-Beuthen | Fürst Heinrich zu Carolath-Beuthen           | Oberjägermeister und Generalmajor, Carolath, Landtagsmarschall |
| Stand der Fürsten und Herren | Wilhelm Herzog von Braunschweig-Oels als Fürst zu Oels                                                                              | Otto von Zedlitz-Leipe                       | Landrat auf Boguslawitz |
| Stand der Fürsten und Herren | Alois II. Fürst von Liechtenstein als Fürst zu Troppau und Jägersdorf                                                               | Johannes Karl von Sedlnitzky                 | Geheimer Regierungsrat auf Wiese |
| Stand der Fürsten und Herren | Fürstentum Sagan | 0                                            | Es war kein Vertreter benannt |
| Stand der Fürsten und Herren | Fürst von Hatzfeld | Hermann Anton von Hatzfeldt                  | General-Landschaftsdirektor, auf Trachtenberg. Nachdem von Hatzfeldt die Landtagsberatungen wegen Dienstgeschäften verlassen musste, wurde er durch den königlichen Leutnant und Landesältesten von Frankenberg auf Bogislawitz vertreten |
| Stand der Fürsten und Herren | Victor I. von Ratibor | Graf Karl von Strachwitz                     | Kammerherr, auf Kaminietz |
| Stand der Fürsten und Herren | Herzog Ludwig von Anhalt-Köthen | Graf zu Dyhrn                                | Kammerherr aus Ulbersdorf und Ober-Schönau |
| Stand der Fürsten und Herren | 3 weitere Standesherrschaften | Prinz Calixt Biron von Curland               | |
| Stand der Fürsten und Herren | 3 weitere Standesherrschaften | Graf Carl Lazarus Henckel von Donnersmarck   | Erb-Oberland-Mundschenk, Oberst |
| Stand der Fürsten und Herren | 3 weitere Standesherrschaften | Hans Heinrich Graf von Hochberg-Fürstenstein | Rittmeister |
| Ritterschaft                 | 11 bevorrechtigte Familienfideikommisse                                                                                             | Conrad von Dhyrn                             | Majoratsherr auf Reesewitz |
| Ritterschaft                 | Wahlbezirk Glogau | Gustav von Kessel                            | Kreisdeputierter und Landesältester auf Zeisdorf |
| Ritterschaft                 | Wahlbezirk Glogau | Heinrich von Sydow                           | Landesältester auf Thamm |
| Ritterschaft                 | Wahlbezirk Glogau | Freiherr Leopold Emil von Buddenbrock        | Königlicher Kammerherr und Kreisdeputierter auf Klein-Tschirne |
| Ritterschaft                 | Wahlbezirk Liegnitz | Freiherr Dorotheus von Rothkirch-Trach       | Königlicher Oberlandesgerichtsrat auf Bärsdorf |
| Ritterschaft                 | Wahlbezirk Liegnitz | von Wille                                    | Landesältester, auf Hochkirch |
| Ritterschaft                 | Wahlbezirk Liegnitz | Graf Friedrich von Frankenberg               | Landrat im Landkreis Bunzlau, auf Warthau |
| Ritterschaft                 | Wahlbezirk Hirschberg | Franz Bernhard von Mutius                    | Königlicher Rittmeister und Landesältester auf Börnchen |
| Ritterschaft                 | Wahlbezirk Hirschberg | Freiherr Otto von Zedlitz und Neukirch       | Königlicher Obristleutnant und Landschaftsdirektor, auf Tiefhartmannsdorf |
| Ritterschaft                 | Wahlbezirk Schweidnitz | Graf Carl Adolf Sigismund von Zedlitz-Leipe  | Königlicher Kammerherr und Landesältester auf Rosenthal |
| Ritterschaft                 | Wahlbezirk Schweidnitz | Graf Friedrich Hermann Nicolaus von Burghaus | Kammerherr und Landschaftsdirektor, auf Laasan |
| Ritterschaft                 | Wahlbezirk Schweidnitz | Karl Wilhelm Aemilius Steinbeck              | Geheimer Oberbergrat, auf Muhrau |
| Ritterschaft                 | Wahlbezirk Glatz | Baron Hermann von Gaffron                    | Königlicher Kreditinstitutsdirektor, auf Kunern |
| Ritterschaft                 | Wahlbezirk Glatz | Graf Hans von Strachwitz                     | Rittergutsbesitzer und Landschaftsdirektor, auf Peterwitz |
| Ritterschaft                 | Wahlbezirk Breslau | Graf Georg von Stosch                        | Landschaftsdirektor auf Manze |
| Ritterschaft                 | Wahlbezirk Breslau | Friedrich Erhard von Röder                   | Königlicher Major a.D. auf Rothsürben |
| Ritterschaft                 | Wahlbezirk Breslau | Graf Gustav von Saurma-Jeltsch               | Rittergutsbesitzer, auf Jeltsch |
| Ritterschaft                 | Wahlbezirk Wohlau | Freiherr Johann von Diebitsch                | Landesältester auf Groß Wiersewitz |
| Ritterschaft                 | Wahlbezirk Wohlau | Karl von Köckritz                            | Landesältester, auf Sürchen |
| Ritterschaft                 | Wahlbezirk Oels | Wilhelm von Prittwitz                        | Landrat, Major a.D., auf Schmoltschütz |
| Ritterschaft                 | Wahlbezirk Oels | Ernst von Keltsch                            | Landesältester, auf Skarsine, nach dessen Ausscheidens wegen Krankheit: Otto Karl Georg von Raven, Rittergutsbesitzer, auf Postelwitz |
| Ritterschaft                 | Wahlbezirk Brieg | Graf Carl von Pückler                        | Generallandschafts-Repräsentant auf Rogau, nach dessen Ausscheidens aufgrund Dienstgeschäften: Robert von Promnitz, königlicher Landrat auf Grüben                                                                                        |
| Ritterschaft                 | Wahlbezirk Brieg | Ludwig Heinrich Wilhelm von Ziegler          | Regierungsrat und Rittmeister a. D., auf Dambrau |
| Ritterschaft                 | Wahlbezirk Groß-Strehlitz | Graf Andreas von Renard                      | Königlicher Kammerherr, auf Groß-Strehlitz, nach dessen Ausscheidens aufgrund Dienstgeschäften: Oskar von Koscielski, königlicher Landrat auf Ponoschau                                                                                   |
| Ritterschaft                 | Wahlbezirk Groß-Strehlitz | Graf von Strachwitz                          | Königlicher Landrat und Landesältester auf Kaminietz |
| Ritterschaft                 | Wahlbezirk Ratibor | Baron Emil von Durant                        | Landrat im Kreis Rybnik, auf Baranowitz |
| Ritterschaft                 | Wahlbezirk Ratibor | Wilhelm von Wrochem                          | Landesältester und Premier-Leutnant auf Brzesnitz |
| Ritterschaft                 | Wahlbezirk Neustadt | Erdmann von Gilgenheimb                      | Kammerherr und Landschaftsdirektor auf Franzdorf. Nach dessen Ausscheiden wegen Dienstgeschäften: Eduard Graf von Hoveden-Plenken |
| Ritterschaft                 | Wahlbezirk Neustadt | von Manbeuge                                 | Landrat a. D auf Deutschwette |
| Ritterschaft                 | Wahlbezirk Neustadt | Graf Ernst von Seherr-Thoß                   | Landesältester, auf Dobrau |
| Ritterschaft                 | Wahlbezirk Görlitz | Rudolf von Uechtritz                         | Königlicher Justiz- und Landrat, auf Nieder-Heidersdorf |
| Ritterschaft                 | Wahlbezirk Görlitz | Graf von Löben                               | Rittergutsbesitzer, auf Nieder-Rudelsdorf |
| Ritterschaft                 | Wahlbezirk Görlitz | Friedrich Leopold von Ohnesorge              | Landrat im Landkreis Rothenburg (Ob. Laus.), auf Bremenhain |
| Ritterschaft                 | Wahlbezirk Görlitz | Ernst Eduard von Haugwitz                    | Königlicher Oberlandesgerichtsreferendar auf Mengelsdorf |
| Ritterschaft                 | Wahlbezirk Görlitz | Anton von L’Estocq                           | Königlicher Oberstleutnant, auf Ober-Girbigsdorf |
| Städte                       | Breslau | Johann Gottfried Tschocke                    | Maurermeister |
| Städte                       | Breslau | Klocke                                       | Stadtverordnetenvorsteher und Kaufmann |
| Städte                       | Breslau | G.A. Milde                                   | Kaufmann und Fabrikbesitzer |
| Städte                       | Brieg | Werner                                       | Apotheker |
| Städte                       | Glogau | Strahl                                       | Kommerzienrat |
| Städte                       | Grünberg | Benjamin Conrad                              | Tuchfabrikant |
| Städte                       | Liegnitz | Bornemann                                    | Medizinal-Assessor und Ratsherr |
| Städte                       | Neisse | Polek                                        | Apotheker |
| Städte                       | Schweidnitz | Otto Sommerbrodt                             | Apotheker und Stadtverordnetenvorsteher |
| Städte                       | Glatz | Moschner                                     | Kaufmann |
| Städte                       | Hirschberg | Ungerer                                      | Porzellanfabrikant |
| Städte                       | Jauer | Reymann                                      | Justizrat und Syndikus |
| Städte                       | Bunzlau | Schneider                                    | Kaufmann und Ratsherr |
| Städte                       | Oppeln | Franz George Richter                         | Kaufmann und Kämmerer |
| Städte                       | Görlitz | Röder                                        | Kaufmann und Lederhändler |
| Städte                       | Görlitz | Samuel Traugott Prüfer                       | Ratsherr |
| Städte                       | Lauban | Weiner                                       | Kaufmann |
| Städte                       | Freistadt, Naumburg am Bober, Neusalz, Neustädtel, Priebus, Primtenau, Schlawa, Sporottai und Deutsch-Wartenberg                    | Samuel Ferdinand Facilides                   | Bürgermeister in Neusalz |
| Städte                       | Beuthen, Bolkenhayn, Hainau, Hohenfriedberg, Köben, Lüben, Parschwitz, Polkwitz, Raudten, Schönau                                   | Scholz                                       | Kämmerer in Hainau |
| Städte                       | Friedeberg, Greiffenberg, Kupferberg, Lähn, Liebenthal, Löwenberg, Naumburg am Queis, Schmiedeberg, Schömberg, Liebau               | Hauke                                        | Kämmerer in Löwenberg |
| Städte                       | Friedland, Gottesberg, Münsterberg, Nimptsch, Reichenbach, Silberberg, Freiburg, Waldenburg                                         | J.R. Hayn                                    | Kaufmann in Waldenburg |
| Städte                       | Habelschwerdt, Landeck, Lewin, Mittelwalde, Neurode, Reichenstein, Reinerz, Wartha, Weilhelmsthal, Münchelburg                      | Diettrich                                    | Bürgermeister in Reinerz |
| Städte                       | Neumarkt, Ohlau, Ganth, Stehlen, Striegau, Wansen, Zobten                                                                           | Joseph Fiebig                                | Bürgermeister und Kaufmann in Ganth |
| Städte                       | Freihahn, Guhrau, Herrnstadt, Leubus, Militsch, Stroppen, Sulau, Trachenberg, Groß-Tschirnau, Winzig, Wohlau, Steinau               | Bauch                                        | Bürgermeister in Herrnstadt |
| Städte                       | Auras, Dyhrenfurth, Festenberg, Hundsfeld, Juliusburg, Medzibor, Oels, Prausnitz, Trebnitz, Polnisch-Wartenberg                     | Gebauer                                      | Bürgermeister in Oels. Nach dem Ausscheiden wegen Krankheit: Müller, Kaufmann in Oels |
| Städte                       | Carlsmarkt, Constadt, Creutzburg, Ramslau, Pitschen, Reichsthal, Bernstadt, Löwen, Falkenberg                                       | G. Koschinski                                | Bürgermeister in Pitschen |
| Städte                       | Krappitz, Landsberg, Leschnitz, Lublinitz, Rosenberg, Groß-Strehlitz, Schurgast, Tost, Ujest, Kieferstädtl                          | Banke                                        | Bürgermeister in Guttentag |
| Städte                       | Ober-Beuthen, Guttentag, Gleiwitz, Kosel, Loslau, Nikolai, Pleß, Peisfretscham, Rybnik, Sohrau, Tarnowitz, Hultschin                | Zellner                                      | Bürgermeister a.D. und Apotheker in Pleß |
| Städte                       | Bauerwitz, Ober-Glogau, Katscher, Grottsau, Leobschütz, Neustadt, Ottmacherau, Patschau, Ziegenhals, Züls                           | Wodiczka                                     | Justizrat in Bauerwitz |
| Städte                       | Städte der Oberlausitz: Halbau, Hoyerswerda, Marlissa, Muskau, Reichenbach, Rothenburg, Ruhland, Schönberg, Seidenberg, Wittichenau | Engau                                        | Bürgermeister in Wittichenau |
| Landgemeinden                | Wahlbezirk Glogau | Tobias Krause                                | Gerichtsscholz in Wachsdorf |
| Landgemeinden                | Wahlbezirk Liegnitz | Johann Samuel Thomas                         | Erbscholteibesitzer, Groß-Leßwitz |
| Landgemeinden                | Wahlbezirk Liegnitz | Johann Jeremias Röhrig                       | Kreis-Tarator, Leisersdorf |
| Landgemeinden                | Wahlbezirk Hirschberg | Caspar Meyer                                 | Erbscholz in Klein Helmsdorf |
| Landgemeinden                | Wahlbezirk Schweidnitz | Carl Göllner                                 | Erbscholteibesitzer, Seiserbau |
| Landgemeinden                | Wahlbezirk Glatz | Joseph Berndt                                | Erbscholteibesitzer, Gallenau |
| Landgemeinden                | Wahlbezirk Breslau | Eduard Bleyer                                | Erbscholteibesitzer, Domslau |
| Landgemeinden                | Wahlbezirk Wohlau | Winkler                                      | Erbscholteibesitzer und Kreis-Tarator, Domnitz |
| Landgemeinden                | Wahlbezirk Oels | Seupin                                       | Freigutsbesitzer in Groß Ellguth |
| Landgemeinden                | Wahlbezirk Brieg | Daniel Freitag                               | Erbscholz, Schönwald |
| Landgemeinden                | Wahlbezirk Groß-Strehlitz | Johann Pawlik                                | Freibauer in Niwka |
| Landgemeinden                | Wahlbezirk Ratibor | Carl Hein                                    | Erbscholteibesitzer, Beigwitz |
| Landgemeinden                | Wahlbezirk Neustadt | Anton Allnoch                                | Erbscholteibesitzer, Beigwitz |
| Landgemeinden                | Wahlbezirk Neustadt | Franzl Schwarzer                             | Erbscholteibesitzer, Weizenberg |
| Landgemeinden                | Wahlbezirk Görlitz | Johann Michael Schäfer                       | Erbscholteibesitzer und Kreisrichter, Marckersdorf |
| Landgemeinden                | Wahlbezirk Görlitz | Karl Gottlieb Leberecht Protze               | Erblehenrichter, Nieder-Seiffersdorf |